# Relations entre le Bangladesh et les Fidji
Les relations entre le Bangladesh et les Fidji sont les relations bilatérales de la république populaire du Bangladesh et la république des Fidji. Les Fidji ont reconnu le Bangladesh le 31 janvier 1972. Les relations diplomatiques entre les deux pays ont officiellement commencé en 2003. Les deux pays sont des membres du Commonwealth. En 2013, le ministre des affaires étrangères du Bangladesh a exhorté le gouvernement fidjien à orienter le pays vers la démocratie.

## Coopération

### Agriculture
Le Bangladesh et les Fidji envisagent de signer un protocole d'accord sur le développement agricole par lequel le Bangladesh fournira sa technologie agricole aux Fidji. Cela a été discuté lors d'une rencontre entre le haut-commissaire des Fidji en Inde, Yogesh Karan, et la Première ministre de la République populaire du Bangladesh, Sheikh Hasina, à Dacca. Ils ont également discuté de l'échange de missions commerciales et du déploiement d'expertise dans des domaines de développement prioritaires, le Bangladesh étant une économie en pleine croissance.

### Culture
En 2014, les Fidji ont signé un protocole d'accord avec l'Union de rugby du Bangladesh pour aider à développer le rugby au Bangladesh. L'aide a commencé avec le tournoi de rugby de l'amitié Fidji-Bangladesh qui a eu lieu en février 2015.

### Économique
Le Bangladesh et les Fidji ont tous deux montré un vif intérêt pour le développement des activités économiques bilatérales entre les deux pays. En raison de l'efficacité des procédures d'enregistrement des entreprises aux Fidji, les investisseurs bangladais ont manifesté leur intérêt à investir aux Fidji. Les industries textiles ont été identifiées comme un secteur potentiel pour les hommes d'affaires bangladais qui souhaitent investir aux Fidji. D'autres secteurs potentiels comprennent les technologies médicales, de l'information et de la communication,.
En 2007, le haut commissaire du Bangladesh aux Fidji a rencontré le ministre de la santé des Fidji pour discuter de l'exportation en vrac de produits pharmaceutiques bangladais.